# Успенский проспект
Успе́нский проспе́кт — центральная улица Верхней Пышмы. Проспект образован в 2014 году путём объединения улиц Советской и Ленина. Назван в честь расположенной в южной части улицы Успенской церкви.

## История
Одна из первых улиц посёлка Пышминско-Ключевского рудника, давшего начало будущему городу Верхняя Пышма, называлась Церковной из-за расположенной в её начале Успенской часовни. После Революции улицу переименовали в Советскую.
С 2013 года общественными организациями города обсуждался вопрос о переименовании Советской улицы. В итоге 2 декабря 2014 года постановлением администрации городского округа Верхняя Пышма № 1949 «О создании нового объекта улично-дорожной сети города Верхний Пышма» улицы Ленина и Советская были объединены в единую магистраль, получившую название Успенский проспект. Прежние названия улиц были упразднены, в марте 2015 года на домах и зданиях появились новые адресные таблички.
На улице расположены Музейный комплекс УГМК, штаб-квартира УГМК, Технический университет УГМК, ледовая арена им. А. Козицына, ДК Металлург.

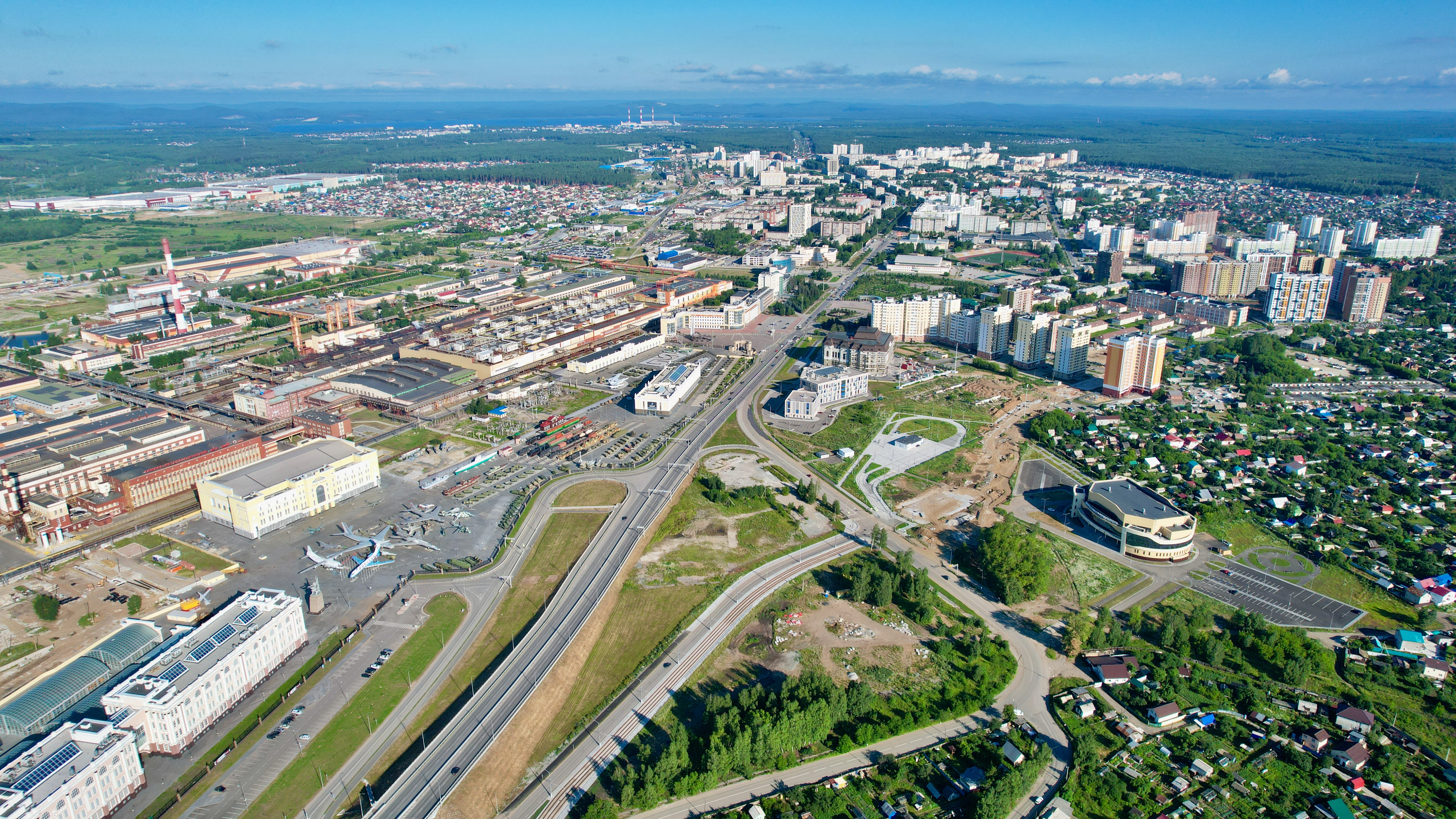
Вид с высоты
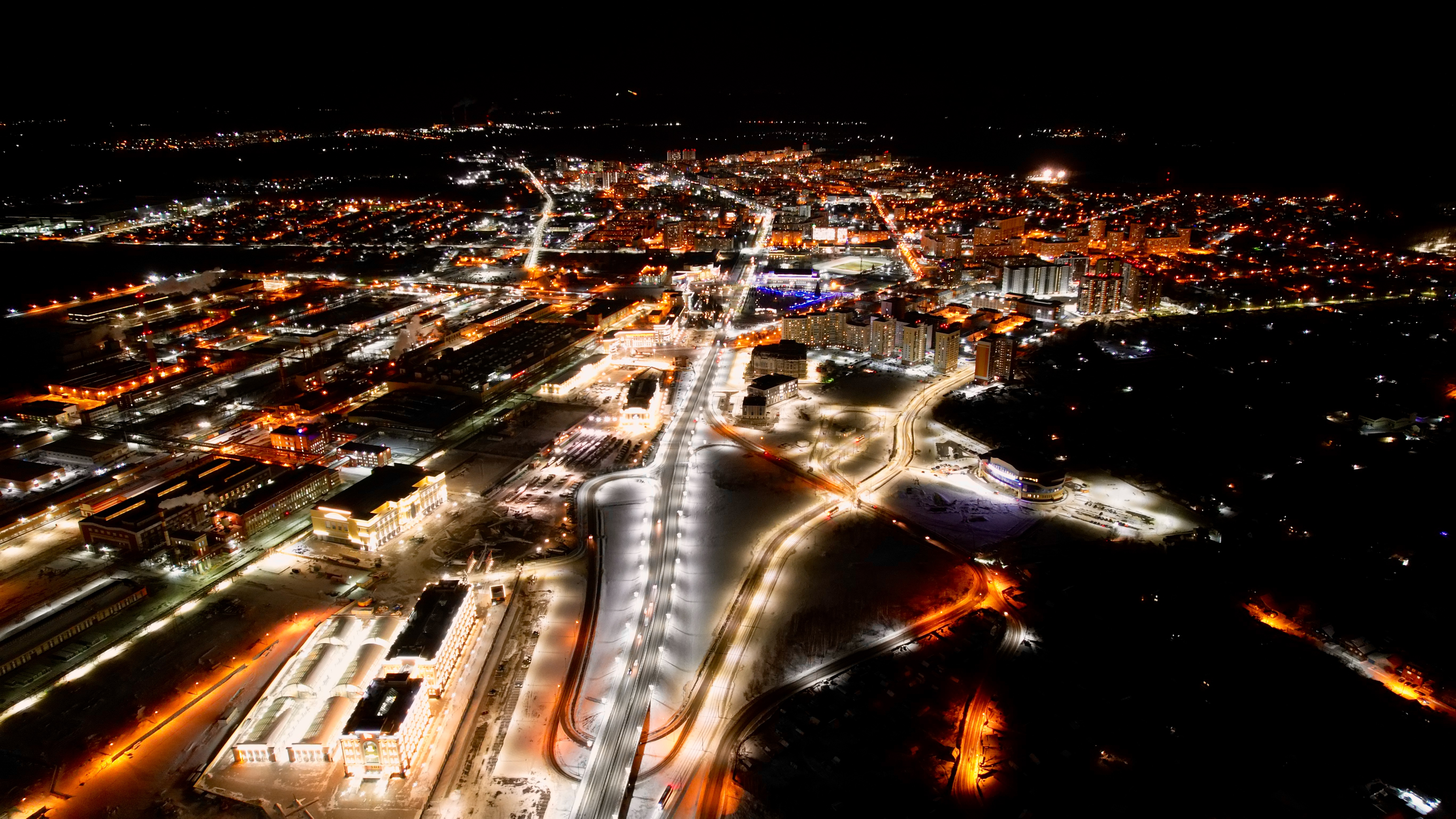
Вечерний вид с высоты
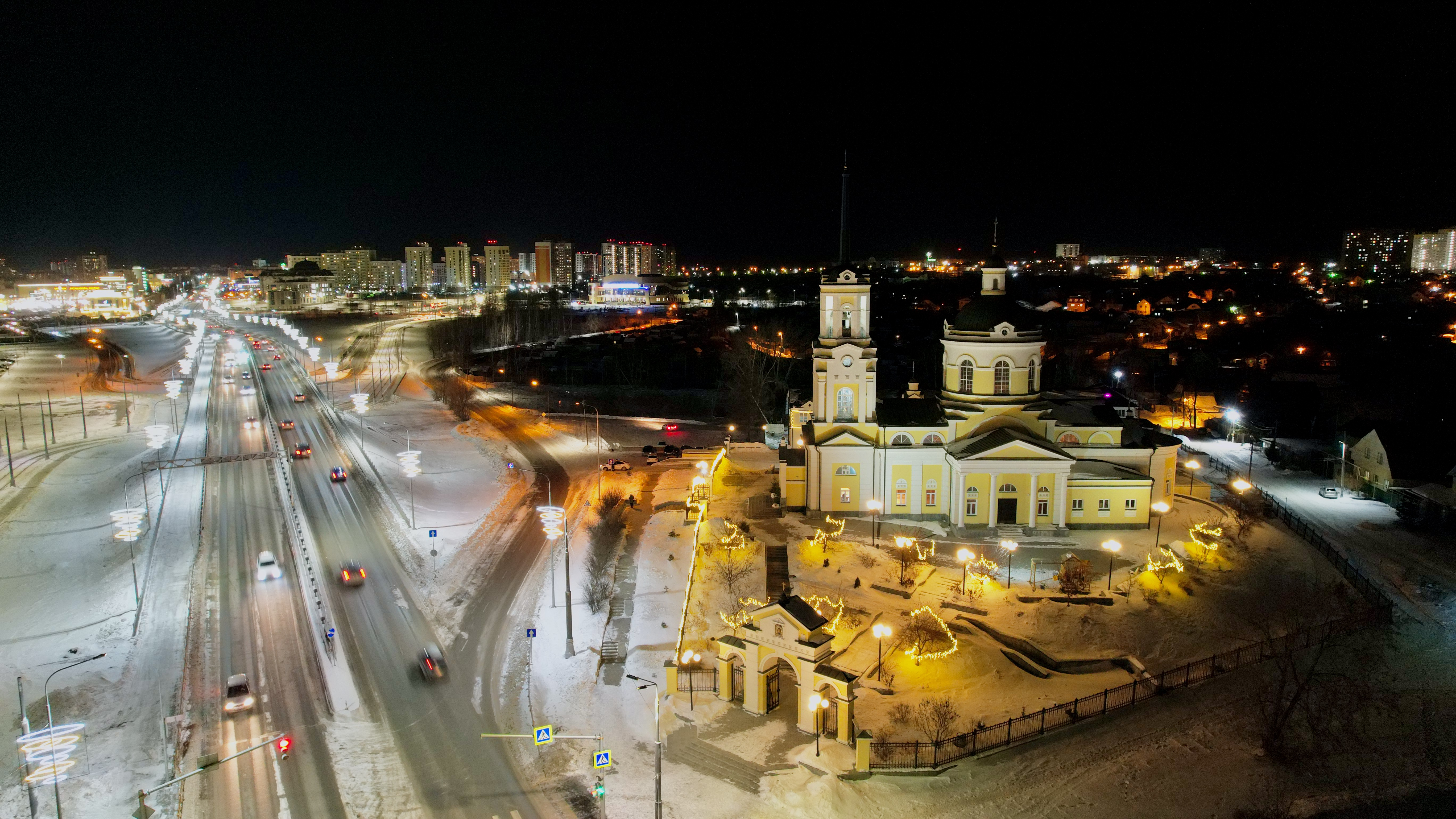
Успенская церковь
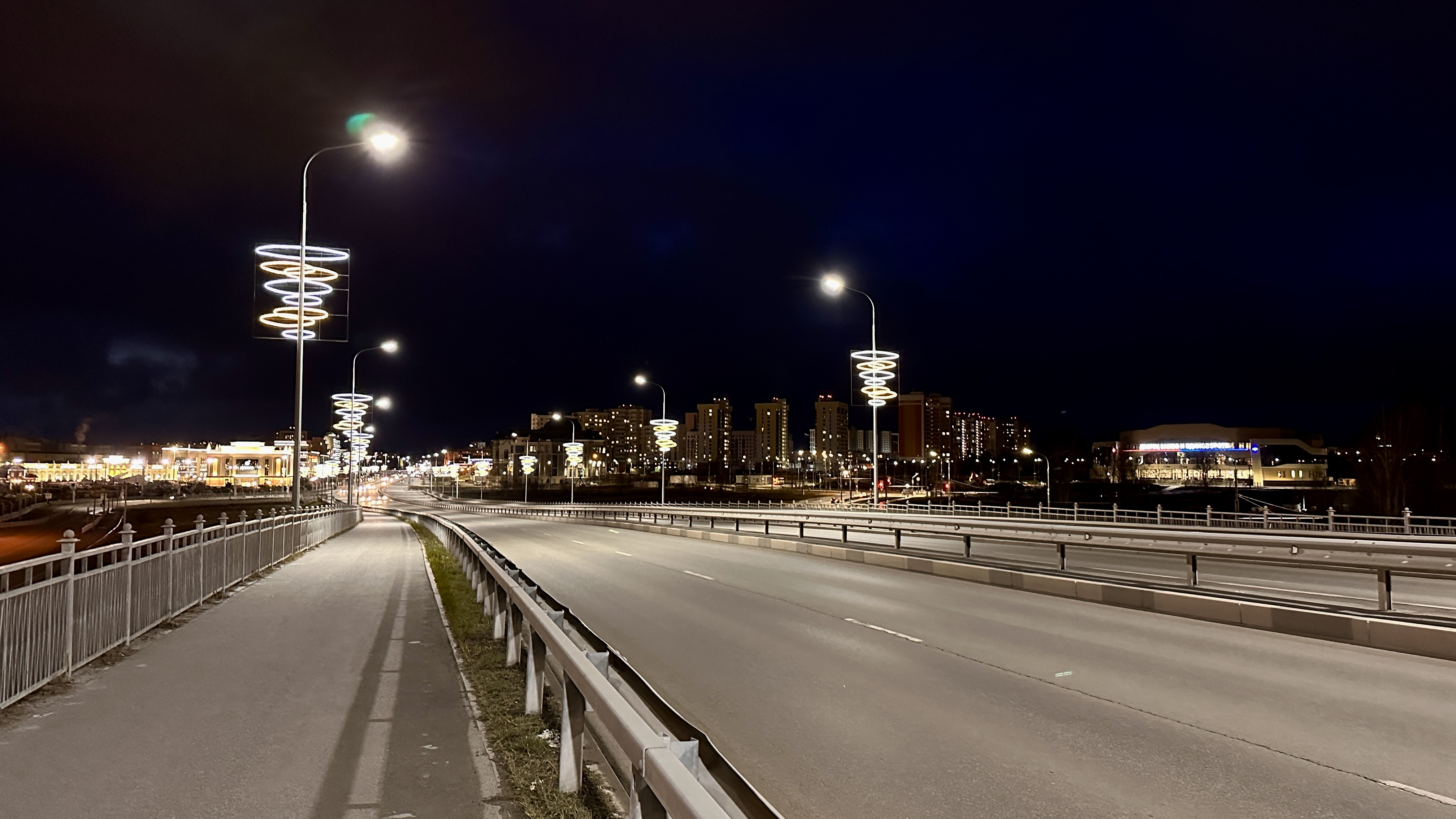
Путепровод на проспекте
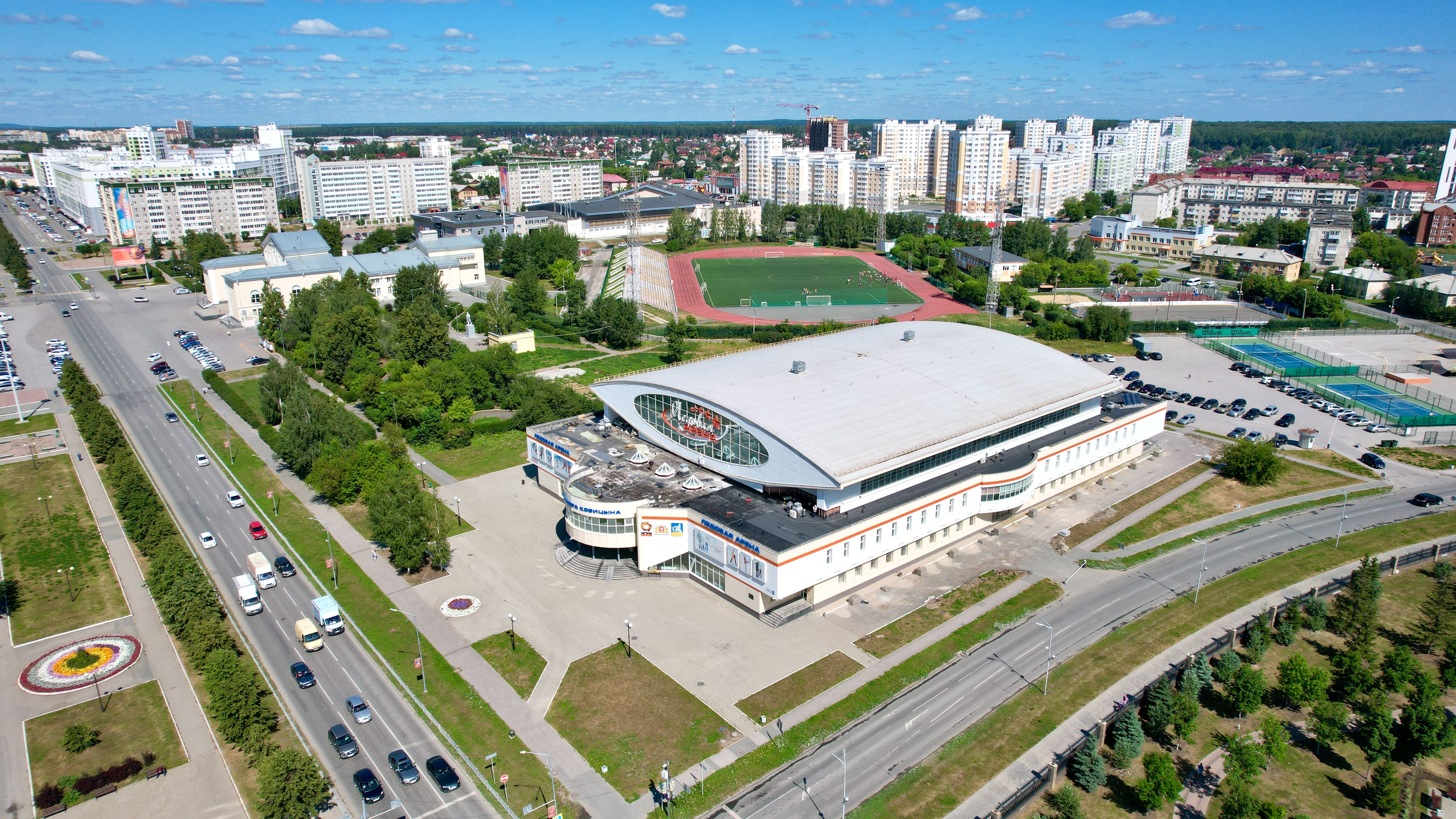
Ледовая арена им. А. Козицына
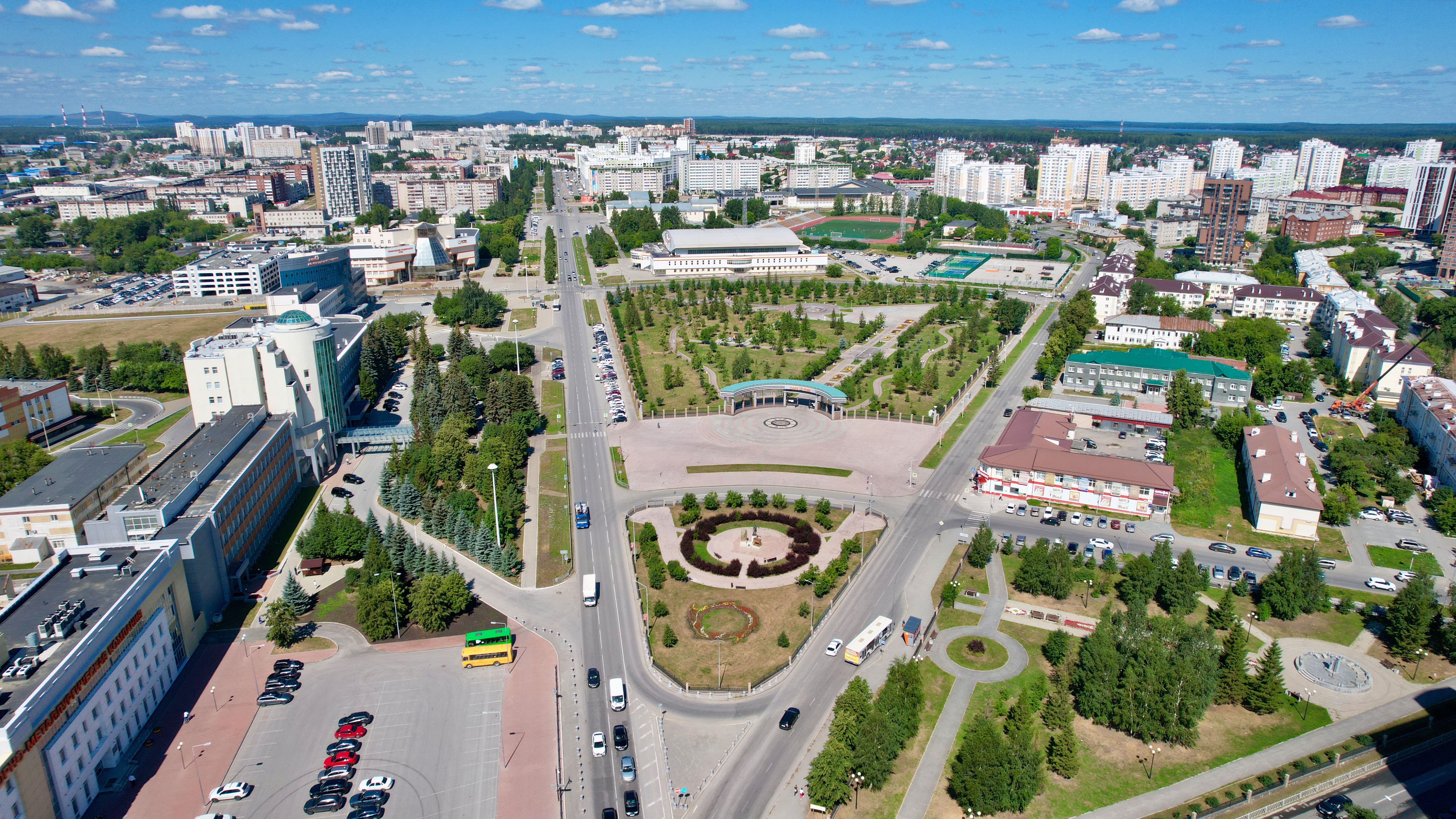
Парк УГМК между Успенским проспектом (слева) и улицей Кривоусова
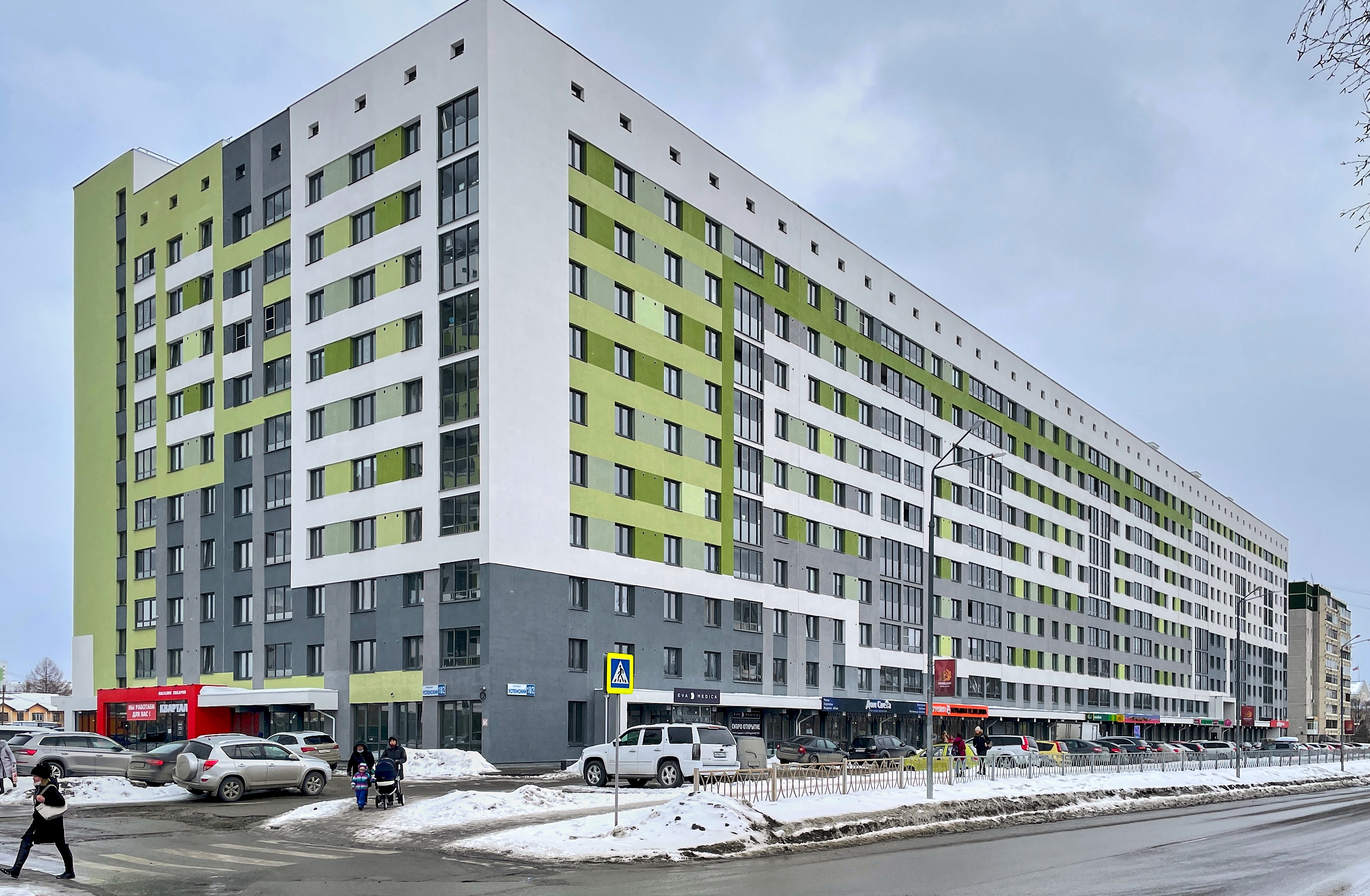
Дом № 18
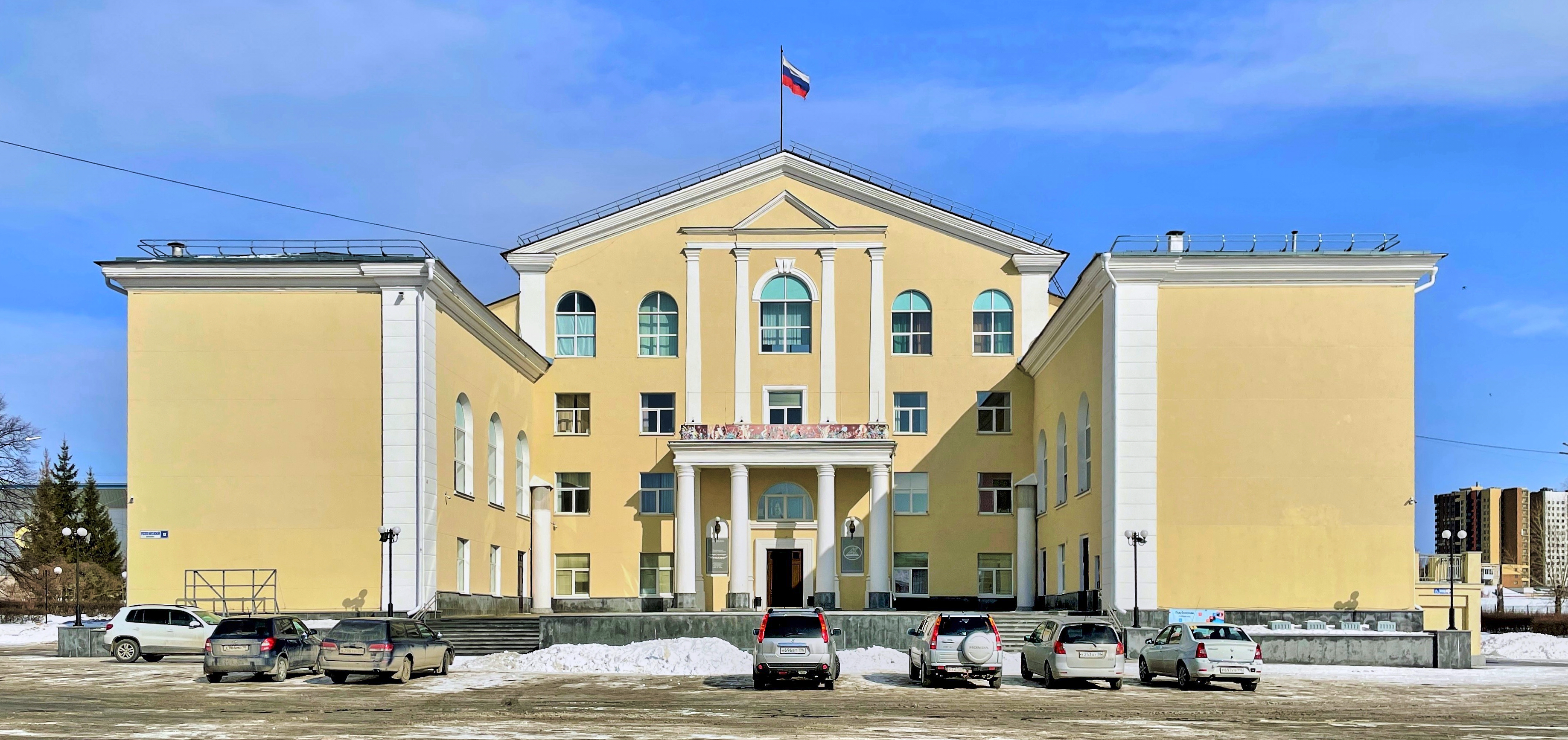
ДК Металлург (дом № 12)